# Paratanytarsus tenuis
Paratanytarsus tenuis är en tvåvingeart som först beskrevs av Johann Wilhelm Meigen 1830.  Paratanytarsus tenuis ingår i släktet Paratanytarsus och familjen fjädermyggor.
Artens utbredningsområde är Grönland. Arten är reproducerande i Sverige. Inga underarter finns listade i Catalogue of Life.